# Himno a La Montaña
El Himno a La Montaña, también conocido como Himno de Cantabria, es el himno oficial de la comunidad autónoma española de Cantabria.
El 6 de marzo de 1987 la Asamblea Regional de Cantabria, presidida por Ángel Díaz de Entresotos, mediante la Ley 3/1987, acordó convertir el Himno a La Montaña, compuesto en 1926 por el maestro Juan Guerrero Urreisti a instancias de la entonces Diputación Provincial de Santander y con los posteriores arreglos de José del Río Gatoo, el himno oficial de la comunidad. 
Es frecuente que el himno suene en actos institucionales de la comunidad autónoma, pero sobre todo es más habitual escucharlo en certámenes musicales y otros festejos tradicionales, donde el himno suele sonar al final de los actos como conclusión de los mismos, junto con el Himno de España.

## Letra
Himno a La Montaña

Cantabria querida

te voy a cantar

la canción que mi pecho

te va a dedicar

que es muy grande mi amor

a la tierra en que nací.

Quiero que sus sones

puedan traspasar

las montañas más altas

y el inmenso mar,

como ofrenda leal

al terruño en que viví.

Y es mi cántico amoroso

cual arrullo maternal

en que todos veneramos

la Cantabria fraternal.

Y un recuerdo cariñoso

de pureza regional,

a La Montaña dedico

con vigor tradicional

vigor tradicional, vigor tradicional.

Mi tierruca siempre ha de ser

bella aurora del corazón

y a ella un beso puro de amor

y lleno de emoción

siempre he de ofrecer.x2

Hijos de mi Cantabria

nobles de mi querer,

hermanos montañeses

por siempre hemos de ser.

Juntos nos agrupemos

muy fuerte y muy leal

que la madre Cantabria

un abrazo nos da.